# José Ruiz de la Hermosa
José Ruiz de la Hermosa (Daimiel, Ciudad Real, Siglo XIX,-Ibidem, 2 de noviembre de 1933), fue un militante de las Juventudes de Acción Popular (JAP), funcionario de la Delegación de Hacienda en Canarias, asesinado por militantes socialistas en Daimiel el 2 de noviembre de 1933. A pesar de no militar en el partido, Falange Española lo consideró su «Primer Caído».

## Biografía política
Asistió al mitin del Teatro de la Comedia, el 29 de octubre de 1933, para lo que se había trasladado en avión desde Canarias, lugar donde trabajaba. Al finalizar el acto, marchó a Daimiel (Ciudad Real), su pueblo natal, donde asistió a un mitin organizado por las Juventudes Socialistas. En un momento del mismo, cuando se hallaba en el uso de la palabra un tal Alcázar y estaba criticando al Gobierno porque "no sólo no facilita el trabajo a los obreros, sino que los ametralla", uno de los asistentes añadió: "Y los mata", a lo que Ruiz de la Hermosa respondió a viva voz con un "acordaos de Casas Viejas". Entonces, se vio rodeado por una muchedumbre enloquecida, que se abalanzó sobre él, linchándolo hasta expulsarlo del local. Ya una vez en la calle, uno de los asistentes al acto le asestó una letal puñalada con una aguja de cardar, dejándolo moribundo. Cuando su cuerpo yacía en el suelo, el resto de los asistentes del acto le rodeó y se ensañó con él, golpeándolo hasta que fue trasladado a la Casa de Socorro, en la que ingresó cadáver. Una burla del destino hizo que el autor de la puñalada se llamase Pedro José Ruiz de la Hermosa.

## El «Primer Caído»

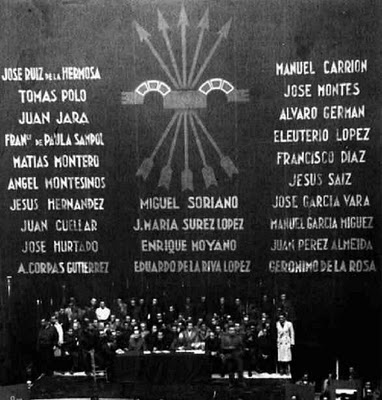
Telón de los caídos de F.E., noviembre de 1935.

Ruiz de la Hermosa fue considerado como el primer caído, pese a no militar en Falange, en atención a su asistencia al mitin fundacional, donde supuestamente dijo: Yo soy jonsista, pero de José Antonio. Según Zira Box, para convertirlo en el primer caído, «se produjo una curiosa reconstrucción del perecido: a través de la publicidad que se desarrolló sobre su figura, Ruiz de la Hermosa quedó convertido en militante de las JONS y en un sufriente muerto que agonizó durante tres días antes de morir».

## Reconocimiento local
Uno de los institutos de educación secundaria de su localidad natal llevaba su nombre hasta la década de 1990, fecha en que la institución cambió su nombre a Ojos del Guadiana.